# Paris Saint-Germain Football Club 1995-1996
Questa voce raccoglie le informazioni riguardanti il Paris Saint-Germain Football Club nelle competizioni ufficiali della stagione 1995-1996

## Stagione
Proseguì la striscia vittoriosa del Paris Saint-Germain, con la prima affermazione internazionale colta in Coppa delle Coppe nella finale contro il Rapid Vienna: decise l'incontro una rete di Bruno N'Gotty. Sul fronte nazionale, la squadra arrivò invece seconda in Division 1 a quattro punti dall'Auxerre.

## Organigramma societario
Area direttiva
- Presidente onorario: Henri Patrelle
- Presidente:  Michel Denisot

Area tecnica
- Allenatore: Luis Miguel Fernández

## Maglie e sponsor
Viene confermato il motivo della maglia introdotto nella stagione precedente mentre per lo sponsor ufficiale viene sottoscritto un contratto con la Opel.
| Manica sinistra · Manica sinistra · Maglietta · Maglietta · Manica destra · Manica destra · Pantaloncini · Calzettoni | Manica sinistra · Maglietta · Maglietta · Manica destra · Pantaloncini · Calzettoni |

## Rosa
| N. |                    | Ruolo | Calciatore            |
| -- | ------------------ | ----- | --------------------- |
|    | Francia (bandiera) | P     | Bernard Lama          |
|    | Francia (bandiera) | P     | Richard Dutruel       |
|    | Senegal (bandiera) | D     | Oumar Dieng           |
|    | Francia (bandiera) | D     | José Cobos            |
|    | Francia (bandiera) | D     | Paul Le Guen          |
|    | Francia (bandiera) | D     | Stephane Mahé         |
|    | Francia (bandiera) | D     | Alain Roche           |
|    | Francia (bandiera) | D     | Bruno N'Gotty         |
|    | Francia (bandiera) | D     | Patrick Colleter      |
|    | Francia (bandiera) | D     | Francis Llacer        |
|    | Francia (bandiera) | D     | Roméo Calenda         |
|    | Francia (bandiera) | D     | Jean-Claude Fernandes |
|    | Francia (bandiera) | D     | Didier Domi           |

| N. |                    | Ruolo | Calciatore              |
| -- | ------------------ | ----- | ----------------------- |
|    | Francia (bandiera) | C     | Pierre Ducrocq          |
|    | Francia (bandiera) | C     | Youri Djorkaeff         |
|    | Francia (bandiera) | C     | Vincent Guérin          |
|    | Francia (bandiera) | C     | Cédric Pardeilhan       |
|    | Algeria (bandiera) | C     | Djamel Belmadi          |
|    | Francia (bandiera) | C     | Laurent Fournier        |
|    | Brasile (bandiera) | A     | Raí                     |
|    | Francia (bandiera) | A     | Daniel Bravo            |
|    | Camerun (bandiera) | A     | Pascal Nouma            |
|    | Francia (bandiera) | A     | Xavier Gravelaine       |
|    | Francia (bandiera) | A     | Patrice Loko            |
|    | Panama (bandiera)  | A     | Julio César Dely Valdés |

## Risultati

### Coppa delle Coppe
| Molde Giovedì 14 settembre 1995 Sedicesimi di finale - Andata | Molde | 2 – 3 | Paris Saint-Germain | Aker Stadion |

| Parigi Giovedì 28 settembre 1995 Sedicesimi di finale - Ritorno | Paris Saint-Germain | 3 – 0 | Molde | Parc des Princes |

| Parigi Giovedì 19 ottobre 1995 Ottavi di finale - Andata | Paris Saint-Germain | 1 – 0 | Celtic | Parc des Princes |

| Glasgow Giovedì 2 novembre 1995 Ottavi di finale - Ritorno | Celtic | 0 – 3 | Paris Saint-Germain | Celtic Park |

| Parma Giovedì 7 marzo 1996 Quarti di finale - Andata | Parma | 1 – 0 | Paris Saint-Germain | Stadio Ennio Tardini |

| Parigi Giovedì 21 marzo 1996 Quarti di finale - Ritorno | Paris Saint-Germain | 3 – 1 | Parma | Parc des Princes |

| La Coruña Giovedì 4 aprile 1996 Semifinali - Andata | Deportivo La Coruña | 0 – 1 | Paris Saint-Germain | Estadio Riazor |

| Parigi Giovedì 18 aprile 1996 Semifinali - Ritorno | Paris Saint-Germain | 1 – 0 | Deportivo La Coruña | Parc des Princes |

| Arbitro: | Pairetto |

|             |           |  |
| N'Gotty 27’ | Marcatori |  |

## Statistiche

### Statistiche di squadra
| Competizione      | Punti | Totale | Totale | Totale | Totale | Totale | Totale | D.R. |
| Competizione      | Punti | G      | V      | N      | P      | Gf     | Gs     | D.R. |
| ----------------- | ----- | ------ | ------ | ------ | ------ | ------ | ------ | ---- |
| Division 1        | 68    | 38     | 19     | 11     | 8      | 65     | 36     | +29  |
| Coppa di Francia  | -     | 3      | 2      | 1      | 0      | 6      | 4      |      |
| Coppa di Lega     | -     | 1      | 0      | 0      | 1      | 1      | 2      |      |
| Coppa delle Coppe | -     | 9      | 8      | 0      | 1      | 16     | 4      |      |
| Totale            | -     | 51     | 29     | 12     | 10     | 88     | 46     |      |